# 原忠實
原 忠實（忠実、はら ただみ、1913年（大正2年）12月30日 - 1990年（平成2年）2月13日）は、昭和時代の政治家。佐賀県鳥栖市長。鳥栖市名誉市民。

## 経歴
佐賀県三養基郡鳥栖町（現鳥栖市）出身。1936年（昭和11年）明治大学専門部政治経済学科を卒業する。鳥栖町商工課長、1950年（昭和25年）鳥栖町収入役、1965年（昭和40年）鳥栖市助役を経て、1970年（昭和45年）1月、鳥栖市長に就任した。1973年（昭和48年）「みどりの産業都市」を理想像とした鳥栖市総合計画および1981年（昭和56年）「みどりと若さあふれ心ゆたかな鳥栖をめざして」を基本理念とした第2次鳥栖市総合計画を策定し、市政に尽くした。5期17年務めたのち、1987年（昭和62年）1月、市長を退任した。ほか、佐賀県市町共済組合副理事を歴任した。

## 栄典
勲章等
- 1987年（昭和62年） - 勲三等瑞宝章[1]